# Пуково (Тверская область)
Пуково — деревня в Калининском районе Тверской области. Входит в состав Михайловского сельского поселения.

## География
Деревня находится на старом Бежецком шоссе, на расстоянии 10 км к северо-востоку от города Тверь, административного центра района. 

### Часовой пояс
Деревня Пуково, как и вся Тверская область, находится в часовой зоне МСК (московское время). Смещение применяемого времени относительно UTC составляет +3:00.

## Население
| 2010 |
| ---- |
| 5    |